# Dávid Betlehem
Dávid Betlehem (Szombathely, 4 de septiembre de 2003) es un deportista húngaro que compite en natación, en la modalidad de aguas abiertas.
Participó en los Juegos Olímpicos de París 2024, obteniendo una medalla de bronce en la prueba de 10 km.
Ganó cinco medallas en el Campeonato Mundial de Natación entre los años 2022 y 2025, y ocho medallas en el Campeonato Europeo de Natación entre los años 2021 y 2025.

## Palmarés internacional
| Juegos Olímpicos   | Juegos Olímpicos     | Juegos Olímpicos  | Juegos Olímpicos |
| Año                | Lugar                | Medalla           | Prueba           |
| ------------------ | -------------------- | ----------------- | ---------------- |
| 2024               | París (Francia)      | Medalla de bronce | 10 km            |
| Campeonato Mundial |                      |                   |                  |
| Año                | Lugar                | Medalla           | Prueba           |
| 2022               | Budapest (Hungría)   | Medalla de plata  | Equipo mixto     |
| 2023               | Fukuoka (Japón)      | Medalla de plata  | Equipo mixto     |
| 2024               | Doha (Catar)         | Medalla de bronce | Equipo mixto     |
| 2025               | Singapur (Singapur)  | Medalla de plata  | 3 km eliminación |
| 2025               | Singapur (Singapur)  | Medalla de bronce | Equipo mixto     |
| Campeonato Europeo |                      |                   |                  |
| Año                | Lugar                | Medalla           | Prueba           |
| 2021               | Budapest (Hungría)   | Medalla de bronce | Equipo mixto     |
| 2022               | Roma (Italia)        | Medalla de plata  | Equipo mixto     |
| 2024               | Belgrado (Serbia)    | Medalla de oro    | 5 km             |
| 2024               | Belgrado (Serbia)    | Medalla de oro    | Equipo mixto     |
| 2024               | Belgrado (Serbia)    | Medalla de bronce | 10 km            |
| 2025               | Stari Grad (Croacia) | Medalla de oro    | Equipo mixto     |
| 2025               | Stari Grad (Croacia) | Medalla de plata  | 5 km             |
| 2025               | Stari Grad (Croacia) | Medalla de bronce | 3 km eliminación |